# Bradysia chandleri
Bradysia chandleri är en tvåvingeart som beskrevs av Menzel 2007. Bradysia chandleri ingår i släktet Bradysia och familjen sorgmyggor. Inga underarter finns listade i Catalogue of Life.